# 1804 год в музыке

## События
- Впервые опубликована Вторая симфония Бетховена.
- Французский композитор Никола Далейрак награждён Орденом Почётного легиона.

## Произведения
- Людвиг ван Бетховен — Соната для фортепиано № 22 Фа мажор, соч. 54[1].
- Франц Данци — Соната для фортепиано и валторны № 1 Ми-бемоль мажор, соч. 28.
- Гаспаре Спонтини — опера «Мильтон» (англ. Milton).
- Луи Шпор — концерт для скрипки № 2 Ре минор, соч. 2.

## Родились
- 16 января — Карл Кребс (нем. Carl Krebs), немецкий композитор и дирижёр.
- 14 марта — Иоганн Штраус (отец) (нем. Johann Strauss (Vater)), австрийский композитор и дирижёр.
- 30 марта — Соломон Зульцер (нем. Salomon Sulzer), австрийский композитор и педагог.
- 4 апреля — Йозеф Фишхоф (нем. Joseph Fischhof), австрийский пианист и музыкальный педагог.
- 31 мая — Луиза Фарранк (фр. Louise Farrenc), французская пианистка, композитор и педагог.
- 1 июня — Михаил Иванович Глинка, русский композитор.
- 17 июля — Карл Фердинанд Беккер (нем. Karl Ferdinand Becker), немецкий скрипач, органист и музыкальный критик.
- 14 ноября — Генрих Дорн (нем. Heinrich Dorn), немецкий композитор и дирижёр.
- 5 декабря — Александр Олимпиевич Бантышев, русский оперный певец, тенор.
- дата неизвестна — Жорж Кретьен Бакман (фр. Georges Chrétien Bachmann), бельгийский кларнетист, музыкальный мастер и педагог.

## Скончались
- 28 марта или 29 марта — Иван Евстафьевич Хандошкин, русский скрипач, композитор и педагог.
- 16 июня — Иоганн Адам Хиллер (нем. Johann Adam Hiller), немецкий композитор, педагог и музыкальный критик, руководил симфоническим обществом «Любительские концерты» в Дрездене (родился 25 декабря 1728).
- 24 августа — Валентин Адамбергер (нем. Valentin Adamberger), немецкий оперный певец, тенор (родился 6 июля 1743).
- 19 ноября — Пьетро Алессандро Гульельми (итал. Pietro Alessandro Guglielmi), итальянский оперный композитор (родился 9 декабря 1728).
- 23 ноября — Джованни Джорновичи (итал. Giovanni Giornovichi, хорв. Ivan Mane Jarnović), итальянский скрипач и композитор хорватского происхождения.

Дата неизвестна —
- Джоаккино Кокки (итал. Gioacchino Cocchi), итальянский композитор и капельмейстер.
- Анна Брита Венделиус (швед. Anna Brita Wendelius), шведская художница и непрофессиональная певица, член Шведской Королевской академии музыки (родилась в 1741).